# Klaatu barada nikto
«Klaatu barada nikto» — фраза из научно-фантастического кинофильма 1951 года «День, когда Земля остановилась». Клаату — это имя пришельца-гуманоида, прибывшего на Землю с предложением о вступлении планеты в содружество цивилизаций, однако из-за агрессивности землян миссия проваливается. И незадолго до гибели он просит землянку Хелен Бенсон, чтобы она, если с ним что-либо случится, добралась до робота Горта и произнесла эту фразу. Роботы, подобные Горту, были созданы инопланетными цивилизациями специально для подавления агрессии и потенциально способны уничтожить Землю. Со смертью Клаату робот пробуждается и убивает нескольких охранников, прежде чем Хелен успевает передать ему сообщение. В результате Горт отказывается от уничтожения Земли, находит тело Клаату и оживляет его.
В фильме не приводится перевод этой фразы. Профессор философии Эон Дж. Скобл (англ. Aeon J. Skoble) предполагает, что знаменитая фраза — это своего рода «стоп-слово», которое является частью защиты от ошибок, используемой в ходе дипломатических миссий, подобных миссии Клаату и Горта на Земле. Такое слово позволяет остановить смертельно опасного Горта в случае, если робот ошибочно перейдёт к оборонительным действиям. Скобл отмечает, что эта тема развилась в «один из основных элементов научной фантастики, когда машины, которым поручено защищать нас от самих себя, начинают злоупотреблять своими полномочиями». В этой интерпретации, видимо, фраза указывает Горту, что Клаату считает ненужной эскалацию конфликта.
«Зал славы роботов» описывает фразу, как «одну из самых известных команд в научной фантастике», а Фредерик С. Кларк в журнале Cinefantastique назвал её «самой известной фразой, когда-либо произнесённой инопланетянином».

## Отражение в популярной культуре
После выхода фильма на экраны, фраза неоднократно появлялась в произведениях популярной культуры.

### Кинематограф
- В оригинальном фильме 1951 года «День, когда остановилась Земля».
- В фильме 1982 года «Трон» на стене опенспейса Алана Брэдли висит надпись «GORT. KLAATU BARADA NIKTO».
- В фильме 1983 года «Звёздные войны. Эпизод VI. Возвращение джедая» у Джаббы Хатта были наёмники Клаату из расы никто и Барада из расы клатуинианцев[6].
- В эпизоде Battle of the Brainteasers (1991) мультсериала «Чёрный Плащ» на землю прибывают инопланетяне-захватчики, трое из них носят имена Клаату, Барада и Никто.
- В фильме 1992 года «Армия тьмы» слова, которые должен был произнести Эш, перед тем как взять «Некрономикон», — «Klaatu verata nikto»[7].
- В телесериале «На краю Вселенной» (сезон 4, серия 8) Джон Крайтон произносит эту фразу.
- В телесериале «За гранью возможного» (сезон 5, серия 1) фразу произносит радиоведущий как «послание» уфологам.
- В фильме 2002 года «Приключения Плуто Нэша» можно заметить вывеску бара с названием Klaatu.
- В комедийном телесериале «Два с половиной человека» (22 серия, 1 сезон) один из героев, Алан, во сне произносит эту фразу.
- В 2008-м году вышел ремейк фильма 1951-го года «День, когда Земля остановилась». В нём главный герой Клаату в исполнении Киану Ривза сам произносит эту фразу дважды в фильме. В первый раз в начале, после того как его подстрелили, он говорит её Горту когда тот начал протягивать к нему и главной героине Хелен руку. Во второй раз он произносит её уже в конце, когда прислоняет руку к головному транспортному шару для отключения всех насекомоподобных роботов-уничтожителей.
- В фильме «Чирлидерши с бензопилами» (Chainsaw Cheerleaders) 2008 года эти три слова используются для открытия портала в прошлое.
- В пародии 2013 года «Очень страшное кино 5» в эпизоде, пародирующем «Армия тьмы», Джоди и Кендра произносят заклинание из «Книги Тьмы» «Gort. Klaatu, Barada, Nikto».
- В фильме «Соник 2 в кино» в 2022-м году, Доктор Эггман говорит «Klaatu barada nikto» с сарказмом, при активации своей ловушки.
- В мультсериале «Приключения Джимми Нейтрона, мальчика-гения» (серия «Время - деньги») эту фразу произносит Карл, обращаясь к молодым версиям родителей Джимми

### Компьютерные игры
- В компьютерной игре Robot Odyssey на третьем уровне, после решения пазла с двумя кнопками, происходит взрыв от которого остаётся лишь эта фраза.
- В компьютерной игре Fallout 2 фразу «Горт! Клаату берада никту!» (в локализации 1C) во время боя произносит Безумный робот, находящийся к западу от Кламата, что также является пасхальным яйцом.
- В компьютерной игре Borderlands 2 фразу иногда произносит персонаж Gaige при вызове робота Deathtrap.
- В компьютерной игре «Resident Evil: Revelations» фразу «Klaatu barada nikto» говорит один из героев после прохождения уровня в режиме «Рейд».
- В дополнении к компьютерной игре Star Wars: Galactic Battlegrounds три юнита носят имена Клаату, Барада и Никто.
- В сетевой игре «Загадочный Дом» эту фразу произносит Робот-Разрушитель. Она интерпретируется как «Я пришёл к вам с миром», однако по сюжету служит для введения землян в заблуждение.
- В компьютерной игре Diablo III за убийство босса Искату игрок получает Достижение «Искату барада никто».
- В компьютерной игре Doom & Destiny фраза присутствует в книге, расположенной в одном из подземелий.
- В Kingdom Rush при строительстве одной из башен магов звучит эта фраза.
- В MMORPG Ragnarök Online, на русскоязычном сервере, в квесте на Символ Вечности был эпизод, повторяющий события из фильма «Армия тьмы», — на кладбище три книги, нужно взять правильную книгу и произнести заклинание.
- В компьютерной игре The Sims 4, во время создания персонажа с предысторией, может случайным образом задаться вопрос, одним из ответов который будет фраза «Клаату барада никто!».
- В компьютерной игре Dota 2 у Hoodwink есть фраза "What's this even say? Klaatu...barada...whatnow?"
- В компьютерной игре Sacred на одном из рунических камней в городе Маскарелль написана фраза «Помни, нельзя нарушать порядок слов: Клату, Верата, Некту».
- В компьютерной игре Minecraft есть чары, переводящиеся как «Klaatu berata niktu».[8]

### Другое
- В браузере Mozilla Firefox, начиная с 3-й версии, фраза используется как заголовок страницы about:robots — виртуального пасхального яйца с шуточным посланием от роботов к людям.[9]
- Упоминается в вебкомиксе «Freefall».